# Kerkakutas
Kerkakutas è un comune dell'Ungheria di 145 abitanti (dati 2001). È situato nella contea di Zala.